# Common
Лони Рашид Лин (енгл. Lonnie Rashid Lynn; Чикаго, 13. март 1972), познат као Common (раније Common Sense), амерички је репер, глумац и активиста. Освојио је три награде Греми, Оскара, Еми за програм у ударном термину и Златни глобус. Дебитовао је 1992. године када је издао албум Can I Borrow a Dollar?, а истакао се 1994. објавивши албум Resurrection. Задржао је андерграун славу до касних 1990-их. Већи успех је кроз рад са групом Soulquarians.

## Дискографија
Студијски албуми
- (1992)
- (1994)
- (1997)
- (2000)
- (2002)
- (2005)
- (2007)
- (2008)
- (2011)
- (2014)
- (2016)
- (2019)
- (2020)
- (2021)

## Филмографија
| Улоге -а |                       |               |                     |          |
| Година   | Српски назив          | Изворни назив | Улога               | Напомена |
| 2007.    | Амерички гангстер     |               | Тарнер Лукас        |          |
| 2008.    | Тражен                |               | Гансмит             |          |
| 2009.    | Терминатор: Спасење   |               | Барнс               |          |
| 2010.    | Ноћ за памћење        |               | детектив Колинс     |          |
| 2011.    | Нова година у Њујорку |               | Чино                |          |
| 2013.    | Велика илузија        |               | агент Еванс         |          |
| 2014.    | Селма                 |               | Џејмс Бевел         |          |
| 2015.    | Ноћна потера          |               | Ендру Прајс         |          |
| 2016.    | Одред отписаних       |               | Монстер Т           |          |
| 2017.    | Џон Вик 2             |               | Касијан             |          |
| 2018.    | Оушнових 8            |               | себе                |          |
| 2018.    | Та мржња коју сејеш   |               | Карлос Картер       |          |
| 2018.    | Стопалићи             |               | Чувар Камена (глас) |          |
| 2019.    | Цинкарош              |               | Едвард Гренс        |          |
| 2023.    | Рај за лудаке         |               | Даџер               |          |